# Johan van Rechteren
Johan van Rechteren, heer van Rechteren, Almelo, Vriezenveen en Bredenhorst († Almelo, 7 januari 1641), was een Overijssels edelman en lid van de Gedeputeerde Staten van Overijssel.

## Familie
Van Rechteren was lid van het oud adellijke geslacht Van Rechteren en een zoon van Zeger van Rechteren, heer van Rechteren en Bredenhorst († 1603) en Margaretha van Munster († 1649). Van Rechteren trouwde in 1616 met Joachima van Wijhe, erfvrouwe van Hernen (1590-1640), dochter van Joachim van Wije, heer van Hernen (1572-1591) en Josine van de Bongard, vrouwe van Ruwiel. Hij trouwde in 1640 voor de tweede maal met Johanna van Heeckeren tot Roderlo.
De heerlijkheid Almelo was sinds 1457 in handen van het geslacht Van Rechteren. Rond 1567 was de heerlijkheid in handen van de weduwe van Hendrik van Rechteren, Agnes van Westerholt. Doordat dit echtpaar geen nakomelingen had was Johan van Rechteren de eerste in lijn van opvolging. Mevrouw Van Westerholt wist haar echtgenoot over te halen om de heerlijkheid in 1561 te verkopen aan haar broer, Herman van Westerholt. Op deze manier kon zij voorkomen dat de heerlijkheid geërfd werd door haar achterneef.
De Van Rechterens gingen niet akkoord met deze overeenkomst wat leidde tot een proces wat meer dan een halve eeuw zou gaan duren. De overeenkomst werd door de Van Rechterens als niet rechtsgeldig geacht, omdat Herman van Westerholt onder andere nooit betaald had en omdat er geen toestemming was verleend door de landsheer. Na 1578 beschouwde de Staten Generaal zich als de opvolger van de landsheer terwijl de koning van Spanje nog geen afstand had gedaan van zijn rechten. Om die reden was het moeilijk om een uitspraak te doen over het conflict. Toen Agnes in 1616 overleed won Johan van Rechteren na de definitieve uitspraak van de Staten van Overijssel in dit geschil en herkregen de Van Rechterens in 1620 hun rechten op de Almelose bezittingen. Van Rechteren werd op 29 mei 1620 beleend met de heerlijkheid Almelo.

## Loopbaan
Van Rechteren werd op 19 April 1618 opgenomen in de Ridderschap van Overijssel. In 1625 werd hij lid van de Gedeputeerde Staten van Overijssel. In 1634 kwam een eind aan zijn carrière doordat hij in 1633 zijn knecht om het leven zou hebben gebracht. Hoewel er geen klacht was ingediend door de familieleden van zijn knecht werd Van Rechteren de toegang tot de landdag ontzegd. Persoonlijk mocht Van Rechteren niet meer verschijnen op de landdag, wel mocht hij zich laten vertegenwoordigen door iemand anders, en zo geschiedde. Van Rechteren liet zich vanaf 1633, nog voor de resolutie, vertegenwoordigen door Willem Ripperda, heer van Hengelo, Boekelo, Boxbergen, Rijsenburg en Solmsburg. Hij tekende met hem een overeenkomst voor een periode van 6 jaar.
In de periode dat Johan van Rechteren heer was van Almelo kwam de handel tot bloei. Van Rechteren had zich voor 1619 al laten bekeren tot de hervormde religie en was ook de eerste hervormde heer van Almelo. Desondanks ging Van Rechteren coulant om met de katholieken in zijn stad. De Staten van Overijssel hadden in 1611 besloten om de kloosters te seculariseren. Van Rechteren ging hier niet in mee en in 1637 woonden er nog steeds 27 nonnen in het Catharinaklooster.

## Voorouders
| Voorouders van Johan van Rechteren | Voorouders van Johan van Rechteren | Voorouders van Johan van Rechteren | Voorouders van Johan van Rechteren | Voorouders van Johan van Rechteren | Voorouders van Johan van Rechteren                             | Voorouders van Johan van Rechteren                             | Voorouders van Johan van Rechteren                             | Voorouders van Johan van Rechteren                             |
| ---------------------------------- | --- | --- | --- | --- | -------------------------------------------------------------- | -------------------------------------------------------------- | -------------------------------------------------------------- | -------------------------------------------------------------- |
| Overgrootouders                    | Adolph van Heeckeren genaamd van Rechteren († voor 10 mei 1520) ∞ Catharina de Cocq van Opijnen (3 mei 1549)                                                                             | Adolph van Heeckeren genaamd van Rechteren († voor 10 mei 1520) ∞ Catharina de Cocq van Opijnen (3 mei 1549)                                                                             | Reint van den Clooster heer van den Havixhorst ∞ Anna de Vos van Steenwijk tot Batinge                                                                                                   | Reint van den Clooster heer van den Havixhorst ∞ Anna de Vos van Steenwijk tot Batinge                                                                                                   | Van Munster ∞ Van Selbach                                      | Van Munster ∞ Van Selbach                                      | Van Onsta ∞ Camphuijsen                                        | Van Onsta ∞ Camphuijsen                                        |
| Grootouders                        | Johan van Heeckeren genaamd Rechteren († voor 12 mei 1580) Jongere broer van Hendrik († 1567) ∞ Agnes van Westerholt († 1616) ∞ 1. Agnes van den Clooster 2. Hendrka van Keppel († 1606) | Johan van Heeckeren genaamd Rechteren († voor 12 mei 1580) Jongere broer van Hendrik († 1567) ∞ Agnes van Westerholt († 1616) ∞ 1. Agnes van den Clooster 2. Hendrka van Keppel († 1606) | Johan van Heeckeren genaamd Rechteren († voor 12 mei 1580) Jongere broer van Hendrik († 1567) ∞ Agnes van Westerholt († 1616) ∞ 1. Agnes van den Clooster 2. Hendrka van Keppel († 1606) | Johan van Heeckeren genaamd Rechteren († voor 12 mei 1580) Jongere broer van Hendrik († 1567) ∞ Agnes van Westerholt († 1616) ∞ 1. Agnes van den Clooster 2. Hendrka van Keppel († 1606) | Rudolf van Munster heer van Harsevoort ∞ Ida van Onsta         | Rudolf van Munster heer van Harsevoort ∞ Ida van Onsta         | Rudolf van Munster heer van Harsevoort ∞ Ida van Onsta         | Rudolf van Munster heer van Harsevoort ∞ Ida van Onsta         |
| Ouders                             | Zeger van Rechteren († 1603) ∞ Margaretha van Munster († 1649) | Zeger van Rechteren († 1603) ∞ Margaretha van Munster († 1649) | Zeger van Rechteren († 1603) ∞ Margaretha van Munster († 1649) | Zeger van Rechteren († 1603) ∞ Margaretha van Munster († 1649) | Zeger van Rechteren († 1603) ∞ Margaretha van Munster († 1649) | Zeger van Rechteren († 1603) ∞ Margaretha van Munster († 1649) | Zeger van Rechteren († 1603) ∞ Margaretha van Munster († 1649) | Zeger van Rechteren († 1603) ∞ Margaretha van Munster († 1649) |
| Johan van Rechteren († 1641)       | | | | |                                                                |                                                                |                                                                |                                                                |

- Biografisch Portaal: 10922314